# Ecknelkenpapier

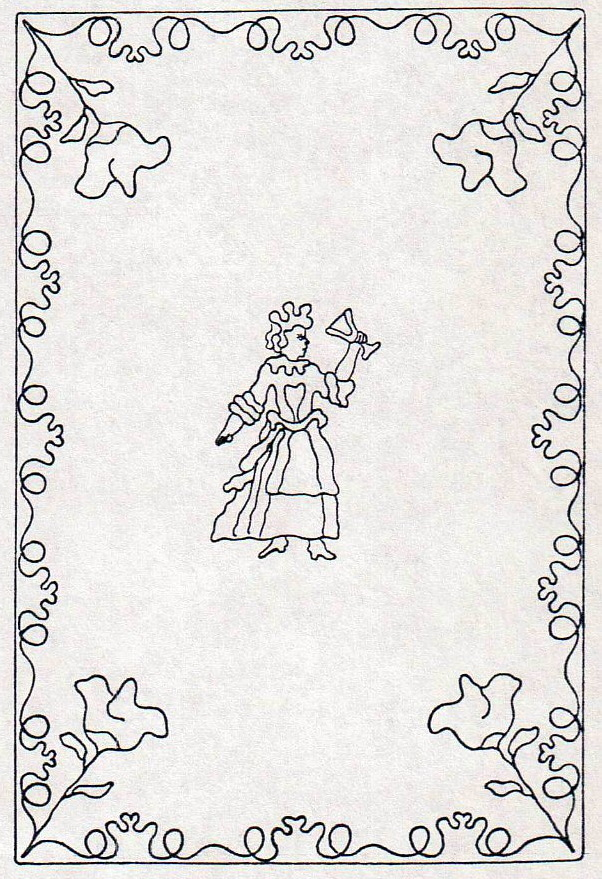
Damen-Briefpapier mit Eckzier-Wasserzeichen, Postpapier mit Arabeskeneinrahmung

Als Ecknelkenpapier wird Papier bezeichnet, dessen Ecken ein Wasserzeichen nur als Schmuck aufweisen. Diese Papierart hat eine lange Tradition. Da bevorzugt Blumen, insbesondere Nelken, als Zeichen in den vier Bogenecken eingebracht wurden, lag die Bezeichnung Ecknelkenpapier nahe. Eine gestielte Nelke mit gelegentlich zwei Blättern am Stiel ragte von jeder Ecke in den Bogen hinein. Dieses Büttenpapier hatte hohe Herstellungskosten, und so beschränkte sich die Menge der Produktion. Als Produzent ist die Papiermühle in Kröllwitz nahe Halle unter Georg Christoph und Philipp Sebastian Ludwig Keferstein etwa von 1760 bis 1804 nachgewiesen. Ecknelkenpapier findet sich auch bei der Papiermühle in Heiligenstadt sowie in Clingen, Schleusingen und Ilfeld. Unabhängig davon kann das Papier mit anderen Wasserzeichen geschmückt sein.